# Забавник (магазин)
Забавник — Највећи предратни издавач стрипова, Александар Ј. Ивковић, власник и издавач стрип-магазина "Мика Миш", покренуо је нови стрип-магазин под именом "Забавник" у коме је репризирао комплетне епизоде најпопуларнијих стрипова које је претходно у наставцима објављивао у "Мика Мишу". Први број "Забавника" је објављен 31. октобра 1936. године. 
Забавник је штампан на 36 стране формата 20,5 × 28,5 . Корице су биле у боји на нешто финијем папиру, док су унутрашње стране биле у црно-белој техници. У почетку је лист продаван по цени од пет а касније по два и три динара.
Стрип магазин "Забавник" излазио је у периоду од 1936. до 1941. године.